# Miconia duckei
Miconia duckei är en tvåhjärtbladig växtart som beskrevs av Célestin Alfred Cogniaux. Miconia duckei ingår i släktet Miconia och familjen Melastomataceae. Inga underarter finns listade i Catalogue of Life.